# Водопериця колосиста
Водопериця колоси́ста (Myriophyllum spicatum L.), перистоли́стник колоси́стий або уруть колоси́ста — багаторічна водяна рослина родини столисникових. Етимологія: лат. spicatum — «колосистий». В Україні зростає в стоячих і повільних водах, іноді утворює густі зарості — по всій території вельми звичайний; у Кримській області тільки в степових присивашських районах.

## Ботанічні характеристики

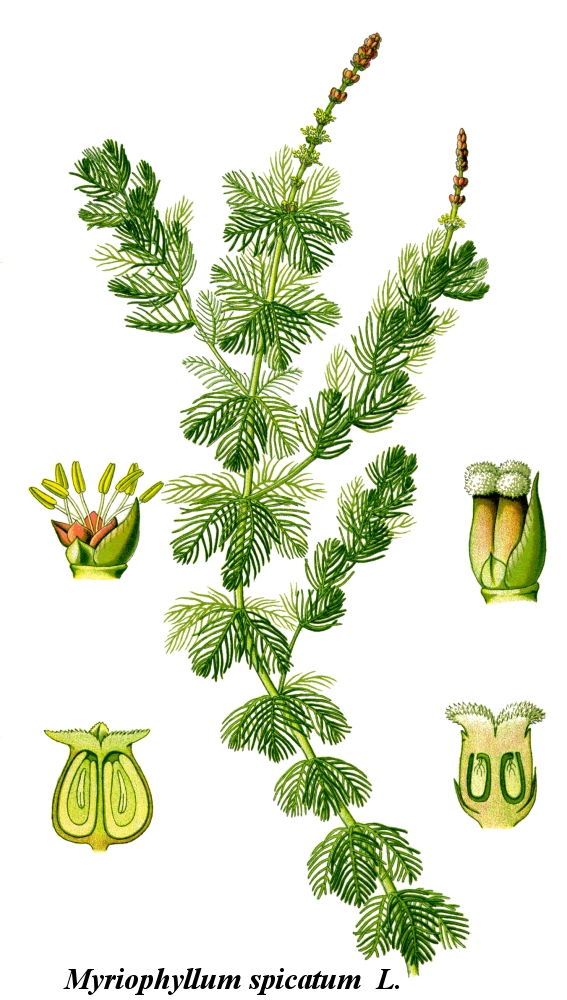
Уруть колосиста в книзі Отто Томе «Флота Німеччини, Австрії та Швейцарії», 1885

Листя — зелене або буре, до 3 см завдовжки, ніжне, перисто-роздільне, тонке, ниткоподібне, розташоване частими кільцями по 4 листки.
Стебло — трубчасте, до 1,5-2 м завдовжки, інколи рожеве, вкрите кільцями перистого листя. Розгалужені стебла водопериці чіпляються за весла і часто відриваються.
Кореневище — повзуче, з числе́нними тонкими корінцями.
Рідке колосоподібне суцвіття з'являється над водою на час запилення, потім занурюється у воду. Квіти — дрібні, непоказні, білуваті. В одному колосі можуть бути квітки трьох типів: двостатеві, чоловічі та жіночі. Запилюються квітки водопериці вітром, хоча є і випадки ентомофілії (запилення комахами). Вітрозапиленню сприяють тонкі нитки пиляків, що рухаються від найменшого вітерцю. Самозапилення зустрічається як виняток. Іноді зустрічаються зарості водопериці і з повністю стерильними квітками.
Квітне водопериця впродовж липня і серпня. Плоди дозрівають у середині вересня, складаються з 4 довгастих кістянок, а ще через місяць — починають опадати.
Росте водопериця колосиста у слабозасоленних водоймах, ставках, озерах, затоках, старицях на глибині від 0,3 до 2 метрів, у мулистих ґрунтах і воді, багатій на кальцій. У такій воді листя водопериці часто вкривається вапняним нальотом.
Дуже чутлива до температури води, і менше — до освітленості. Віддає перевагу стоячій або повільно проточній воді.
На зиму утворює зимівні бруньки, що занурюються на дно.
Поширена майже по всій земній кулі, за винятком Центральної і Південної Америки, Центральної Африки і Австралії.

## Значення
Підводні луки з водопериці відіграють важливу роль у житті водойми. Вони слугують притулком для риб і дрібних безхребетних. Також дуже добре очищають воду і насичують її киснем.
Водоперицею харчуються деякі риби, птахи їдять її насіння. На підводних частинах рослини риби відкладають ікру.
Усі водопериці містять багато вапна, тому можуть використовуватися як добриво.
Водопериця колосиста також добре росте і розмножується в акваріумі.